# بيتر غريفين (شخصية خيالية)
بيتر غريفين هو شخصية خيالية والبطل الرئيسي لمسلسل فاميلي غاي. يؤدي صوته مبتكر المسلسل سيث ماكفارلن.